# Atlatlia flaviseta
Atlatlia flaviseta är en tvåvingeart som beskrevs av Daniel J. Bickel 1986. Atlatlia flaviseta ingår i släktet Atlatlia och familjen styltflugor. Inga underarter finns listade i Catalogue of Life.